# Цветы в зеркале
«Цветы в зеркале» (кит. 镜花缘) — роман китайского писателя Ли Жучжэня, опубликованный в 1828 году. 

## История создания и публикации
Создавался в 1810—1825 годах. Является фантастическим романом-энциклопедией в ста главах, который считается первым образцом феминистской литературы в Китае.

Этот аллегорический роман, написанный в соответствии с канонами конфуцианства и даоизма, стал последним классическим романом в китайской литературе, а Ли Жучжэнь — последним из «учёных литераторов», к которым также относили У Чэнъэня, У Цзинцзы, Цао Сюэциня.
Роман переведён на многие языки мира, включая русский:
- Ли Жу-чжэнь. Цветы в зеркале / Пер. с кит.; Изд. подгот. В. А. Вельгус, Г.О. Монзелер, О. Л. Фишман, И. Э. Циперович; Отв. ред. B. C. Колоколов; Ред. изд-ва В. А. Браиловский; Художник С. Н. Тарасов. — М.; Л.: Изд-во АН СССР, 1959. — 787 с: ил.; 10000 экз.

## Сюжет
Роман состоит из двух частей. Первая описывает странствия чиновника Тан Ао, который, решив стать бессмертным, отправляется в далёкое путешествие с Лень Чжи-Яном — мужем своей сестры, чтобы следовать путем Дао. В поисках бессмертия Тан Ао посетил множество мифических стран: Страну Женщин, Страну Мужчин, Страну Андрогинов, Страну Цветных облаков, Страну Благородных, Страну Великих, Страну Людей с собачьими головами, Страну Привидений и другие. Встретив двенадцать девушек-фей, он помогает им преодолеть препятствия, из-за чего становится бессмертным и исчезает неподалеку от легендарной горы на острове Малый Пэнлай.
Вторая часть описывает жизнь и странствия человеческой инкарнации Богини цветов — Сяо-шань, дочери Тан Ао, которая отправляется на Малый Пэнлай, чтобы отыскать своего отца. 